# Bundesausbildungsförderungsgesetz
Das Bundesausbildungsförderungsgesetz (BAföG) regelt die staatliche Unterstützung für die Ausbildung von Schülern und Studenten in Deutschland. Mit dem Kürzel BAföG wird umgangssprachlich auch die Sozialleistung bezeichnet, die sich aus dem Gesetz ergibt. Das Gesetz gilt nach § 68 Nr. 1 SGB I bis zu seiner Einordnung in das Sozialgesetzbuch als dessen Besonderer Teil.
Das sogenannte Aufstiegs-BAföG (früher: Meister-BAföG), mit dem die berufliche Aufstiegsfortbildung von Handwerkern und anderen Fachkräften finanziell gefördert wird, ist nicht im Bundesausbildungsförderungsgesetz, sondern im Aufstiegsfortbildungsförderungsgesetz (AFBG) geregelt.

## Zweck
Die Hauptziele des BAföG sind die Erhöhung der Chancengleichheit im Bildungswesen sowie eine mittelbare Steigerung der sozialen Mobilität. Als bedarfsgeprüfte staatliche Unterstützung richtet es sich vorrangig an einkommensschwächere Studierende und ermöglicht ihnen den Zugang zu höherer Bildung unabhängig von der finanziellen Situation ihres Elternhauses.
Das Förderungsziel gilt mit dem Erwerb eines Hochschulabschlusses als erreicht, auch wenn hierfür keine Förderung in Anspruch genommen wurde. Im Falle von konsekutiven Studiengängen beinhaltet die Förderung ebenfalls den konsekutiven Masterabschluss. Ein Promotionsstudium ist hingegen nicht förderungsfähig.

## Geschichte

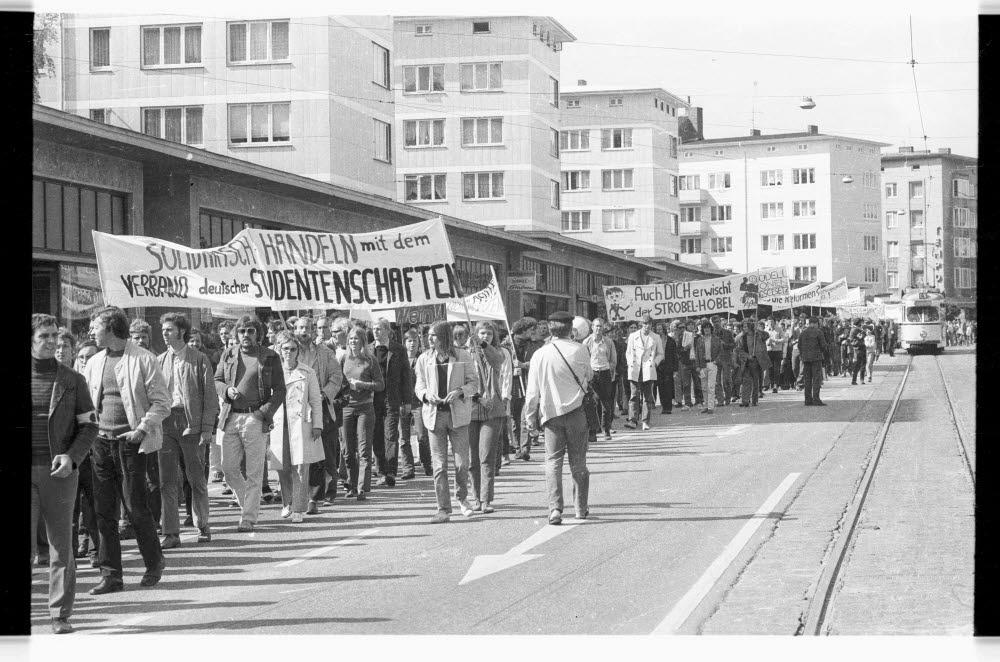
Protest gegen BAföG-Kürzungen, Kiel 1971

Nach der Einstellung der seit 1957 existierenden Studienförderung nach dem sogenannten Honnefer Modell wurde am 1. September 1971 das BAföG als Vollzuschuss (es musste also nichts zurückgezahlt werden) unter der Kanzlerschaft Willy Brandts für individuell bedürftige Schüler und Studierende eingeführt. Gegenüber dem Vorgängermodell hatte es einen breiteren Kreis von Empfangsberechtigten und garantierte einen Rechtsanspruch auf Förderung. Die Förderung wurde damit einklagbar.
Die Höchstförderung für Studierenden entsprach bei Einführung des BAföG in etwa dem vom Deutschen Studentenwerk in seiner damaligen Sozialerhebung als notwendig erachteten Betrag. Im BAföG ist vorgesehen, dass die Bedarfssätze und Freibeträge alle zwei Jahre zu überprüfen sind. Dies hat zwar zu häufigen Erhöhungen geführt; über weite Phasen blieb die Förderung aber deutlich hinter dem wirklichen Bedarf zurück. Forderungen nach einer Dynamisierung des Anspruchs gemäß allgemeiner Preissteigerung und studentischem Warenkorb oder eines zielgerichteten Ausbaus in Richtung Grundeinkommen blieben indes im Ergebnis ungehört.
Bei der Einführung des BAföG wurden 47 % der Studierenden gefördert. Der Kreis der Anspruchsberechtigten und die Ausgestaltung der Förderung wurden seit Inkrafttreten des BAföG immer wieder verändert. In den 1970er Jahren erfolgten Erweiterungen der Förderungsvoraussetzungen und strukturelle Verbesserungen. Bei der Förderung von Studierenden ging man von der Vollförderung auf eine Mischförderung durch Zuschuss und Grunddarlehen über. Die Förderung für Schüler, insbesondere an allgemeinbildenden Schulen, wurde von einengenden Voraussetzungen abhängig gemacht.
Im Oktober 1982 kam es zu einem Regierungswechsel; die fast 16-jährige Regierungszeit von Helmut Kohl begann. Die Universitäten waren voll, weil geburtenstarke Jahrgänge im studierfähigen Alter waren. Ausbildungsplätze waren – auch aufgrund der Wirtschaftslage u. a. nach der zweiten Ölkrise 1979 – knapp. Die Umstellung der studentischen Ausbildungsförderung auf Volldarlehen (1983 bis 1990) bedeutete bei durchschnittlich zehn Semestern Studienzeit bis zu 70.000 DM BAföG-Schulden für mit Höchstsatz geförderte Studierende. Zudem wurde die Ausbildungsförderung für Schüler an allgemeinbildenden Schulen praktisch abgeschafft: sie werden seitdem nur noch dann gefördert, wenn sie ausbildungsbedingt, also aufgrund einer unzumutbar großen Entfernung zur Schule, nicht bei ihren Eltern wohnen können.
Die Volldarlehensförderung wurde 1990 teilweise korrigiert, im Zusammenhang mit der Ausdehnung des Geltungsbereichs des BAföG auf die neuen Bundesländer. Den ostdeutschen Studierenden wurde ein seit 1953 in der DDR bestehendes einheitliches Grundstipendium in Höhe von 200 M (Stand 1981) für alle in- und ausländischen Studierenden gewährt. Für Studierende, die auf Grund ihrer sozialen Verhältnisse besonderer Unterstützung bedurften, konnte das Grundstipendium um 50 M monatlich erhöht werden. Die Förderung im wiedervereinigten Deutschland wird seither zu 50 % als Zuschuss und zu 50 % als Darlehen gewährt.
Durch zahlreiche Gesetzesnovellen in den 1980er und 1990er Jahren, die die Förderungsmöglichkeiten reduzierten, erreichte das BAföG im Jahr 1998 seinen Tiefpunkt. Das BAföG bildete nur noch für knapp 13 Prozent der Studierenden eine (Teil-)Finanzierungsquelle.
Nach der Bundestagswahl 1998 bildete Gerhard Schröder die erste rot-grüne Regierungskoalition. Sie beschloss 2001 eine weitreichende Reform, die viele Einschränkungen der Kohl-Ära zurücknahm. Zusätzliche Veränderungen erfolgten etwa durch die Freistellung des Kindergeldes bei der Einkommensanrechnung. Zudem müssen seither insgesamt nur maximal 10.000 Euro des Darlehens zurückgezahlt werden (sogenanntes Deckelungsprinzip bei der Darlehensrestschuld). Nach dieser Reform gewann das BAföG wieder wesentlich an Bedeutung. Im Jahr 2003 erhielten bereits mehr als 25 % der Studierenden Förderung nach dem BAföG.
Laut Statistischem Bundesamt bekamen 2008 510.000 Studierende und 312.000 Schüler/-innen BAföG. Studierende bekamen im Schnitt 398 Euro im Monat, Schüler 321 Euro. Nicht alle erhielten das ganze Jahr über Geld, 52 Prozent den Höchstsatz. Bund und Länder haben 2008 über 2,3 Milliarden Euro für die BAföG-Förderung ausgegeben. 2010 waren es fast 2,9 Milliarden Euro.
2010 beschloss die Bundesregierung Merkel eine Novelle des BAföG. Die allgemeine Altersgrenze von 30 Jahren wurde für Masterstudiengänge auf 35 Jahre angehoben. Begabungs- und leistungsabhängige Stipendien bis zu 300 Euro monatlich werden seither von einer Anrechnung auf den Bedarfssatz nach BAföG ausgenommen. Die für die Ehe und für Ehegatten geltenden Regelungen im BAföG gelten nun auch für Partner einer eingetragenen Lebenspartnerschaft.
Bis zum Jahr 2012 wurde ein Teilerlass für das zinslose staatliche Darlehen gewährt, wenn die Abschlussprüfung besonders gut oder die Ausbildung besonders schnell abgeschlossen wurde.
Im August 2014 gab Bundesbildungsministerin Wanka bekannt, dass die Ausbildungsförderung ab Herbst 2016 um insgesamt 7 % angehoben wird. In diesem soll der Wohnzuschlag-Höchstsatz um 11 % angehoben werden. Nach amtlicher Berechnung soll der Anstieg der Verbraucherpreise seit der letzten Erhöhung 2010 bis 2014 bereits 7 % betragen.
Mit dem 25. BAföG-Änderungsgesetz stimmte der Bundesrat am 19. Dezember 2014 der vollständigen Finanzierung der Ausbildungsförderung durch den Bund zu. Damit werden die Länder um jährlich rund 1,2 Milliarden Euro entlastet, die für zusätzliche Investitionen in die Hochschulen verwendet werden sollen. Zum Schuljahr bzw. Wintersemester 2016/17 hebt der Bund die Bedarfsätze und Freibeträge um 7 % an. Damit wird die Zahl der potentiellen Empfänger um rund 110.000 Studierende und Schüler erweitert. Drittstaatenangehörige mit Aufenthaltstiteln aus humanitären oder familiären Gründen können künftig bereits nach 15 Monaten statt bisher vier Jahren Aufenthalt in Deutschland BAföG beantragen.
Trotz des BAföG-Änderungsgesetzes 2014 ist die Zahl der BAföG-Empfänger gesunken. Während im Jahr 2003 25 % der Studierenden Bafög erhielten (s. o.), waren es 2016 20 %. Laut einer Studie des Studentenwerks müssen immer mehr Studierende arbeiten, um für ihren Lebensunterhalt zu sorgen. Dem soll das 26. BAföG-Änderungsgesetz von 2019 entgegenwirken.

### Änderungshistorie
| Beginn der Rechtskraft | Ende der Rechtskraft | Titel                                                                                      | Art der Ausfertigung | Ausgefertigt       | Verkündet          | Veröffentlichung im BGBl. |
| ---------------------- | -------------------- | ------------------------------------------------------------------------------------------ | -------------------- | ------------------ | ------------------ | ------------------------- |
| 1. Juli 1970           | 30. September 1971   | Erstes Gesetz über individuelle Förderung der Ausbildung                                   | Erstverkündung       | 19. September 1969 | 24. September 1969 | BGBl. I S. 1719           |
| 1. Januar 1971         | 30. September 1971   | Zweites Gesetz zur Änderung des Ersten Gesetzes über individuelle Förderung der Ausbildung | Änderung             | 9. März 1971       | 13. März 1971      | BGBl. I S. 177            |
| 1. Januar 1971         | 30. September 1971   | Drittes Gesetz zur Änderung des Ersten Gesetzes über individuelle Förderung der Ausbildung | Änderung             | 14. Mai 1971       | 18. Mai 1971       | BGBl. I S. 666            |

| Rechtskraft 1 | Titel | Art der Ausfertigung | Ausgefertigt       | Verkündet          | Bundesgesetzblatt |
| --- | --- | -------------------- | ------------------ | ------------------ | ----------------- |
| 1. September 1971 | Bundesgesetz über die individuelle Förderung der Ausbildung | Erstverkündung       | 26. August 1971    | 31. August 1971    | BGBl. I S. 1409   |
| 1. August 1973 | Gesetz zur Änderung des Bundesausbildungsförderungsgesetzes und des Arbeitsförderungsgesetzes | Änderung             | 14. November 1973  | 16. November 1973  | BGBl. I S. 1637   |
| 1. August 1974 | Zweites Gesetz zur Änderung des Bundesausbildungsförderungsgesetzes | Änderung             | 31. Juli 1974      | 3. August 1974     | BGBl. I S. 1649   |
| 1. August 1974 | Drittes Gesetz zur Änderung des Bundesausbildungsförderungsgesetzes | Änderung             | 31. Juli 1975      | 5. August 1975     | BGBl. I S. 2081   |
| 1. Januar 1975 | Einführungsgesetz zum Strafgesetzbuch | Änderung             | 2. März 1974       | 9. März 1974       | BGBl. I S. 469    |
| 1. August 1975 | Gesetz zur Verbesserung der Haushaltsstruktur 2 | Änderung             | 18. Dezember 1975  | 20. Dezember 1975  | BGBl. I S. 3091   |
| 1. September 1975 | Gesetz über die Krankenversicherung der Studenten | Änderung             | 24. Juni 1975      | 28. Juni 1975      | BGBl. I S. 1536   |
| 1. Januar 1976 | Sozialgesetzbuch | Änderung             | 11. Dezember 1975  | 13. Dezember 1975  | BGBl. I S. 3015   |
| 1. April 1976 | Bekanntmachung der Neufassung des Bundesgesetzes über individuelle Förderung der Ausbildung 2 | Neufassung           | 9. April 1976      | 22. April 1976     | BGBl. I S. 989    |
| 1. April 1977 | Viertes Gesetz zur Änderung des Bundesausbildungsförderungsgesetzes | Änderung             | 26. April 1977     | 30. April 1977     | BGBl. I S. 653    |
| 1. August 1978 | Fünftes Gesetz zur Änderung des Bundesausbildungsförderungsgesetzes | Änderung             | 17. November 1978  | 24. November 1978  | BGBl. I S. 1794   |
| 1. Juli 1979 | Sechstes Gesetz zur Änderung des Bundesausbildungsförderungsgesetzes | Änderung             | 16. Juli 1979      | 21. Juli 1979      | BGBl. I S. 1037   |
| 1. August 1980 | Gesetz über Maßnahmen für im Rahmen humanitärer Hilfsaktionen aufgenommene Flüchtlinge | Änderung             | 22. Juli 1980      | 29. Juli 1980      | BGBl. I S. 1057   |
| 1. Januar 1981 | Sozialgesetzbuch | Änderung             | 18. August 1980    | 26. August 1980    | BGBl. I S. 1469   |
| 1. August 1981 | Siebentes Gesetz zur Änderung des Bundesausbildungsförderungsgesetzes | Änderung             | 13. Juli 1981      | 14. Juli 1981      | BGBl. I S. 625    |
| 1. Januar 1982 | Zweites Gesetz zur Verbesserung der Haushaltsstruktur | Änderung             | 22. Dezember 1981  | 29. Dezember 1981  | BGBl. I S. 1523   |
| 1. August 1982 | Gesetz über das Asylverfahren | Änderung             | 16. Juli 1982      | 21. Juli 1982      | BGBl. I S. 946    |
| 1. Januar 1983 | Gesetz zur Wiederbelebung der Wirtschaft und Beschäftigung und zur Entlastung des Bundeshaushalts | Änderung             | 20. Dezember 1982  | 23. Dezember 1982  | BGBl. I S. 1857   |
| 1. Juli 1983 | Sozialgesetzbuch | Änderung             | 4. November 1982   | 9. November 1982   | BGBl. I S. 1450   |
| 1. August 1983 | Bekanntmachung des Bundesgesetzes über individuelle Förderung der Ausbildung | Neufassung           | 6. Juni 1983       | 8. Juni 1983       | BGBl. I S. 645    |
| 1. August 1983 | Berichtigung der Neufassung des Bundesausbildungsförderungsgesetzes | Berichtigung         | 23. Dezember 1983  | 31. Dezember 1983  | BGBl. I S. 1680   |
| 1. August 1983 | Neuntes Gesetz zur Änderung des Bundesausbildungsförderungsgesetzes | Änderung             | 26. Juni 1985      | 28. Juni 1985      | BGBl. I S. 1243   |
| 1. Juli 1984 | Achtes Gesetz zur Änderung des Bundesausbildungsförderungsgesetzes | Änderung             | 24. Mai 1984       | 29. Mai 1984       | BGBl. I S. 707    |
| 6. November 1985 | Entscheidung des Bundesverfassungsgerichts vom 6. November 1985 – 1 BvL 47/83 | BVerfG-Entscheidung  | 30. Januar 1986    | 15. Februar 1986   | BGBl. I S. 257    |
| 1. Juli 1986 | Zehntes Gesetz zur Änderung des Bundesausbildungsförderungsgesetzes | Änderung             | 16. Juni 1986      | 24. Juni 1986      | BGBl. I S. 897    |
| 1. Januar 1987 | Elftes Gesetz zur Änderung des Bundesausbildungsförderungsgesetzes | Änderung             | 21. Juni 1988      | 24. Juni 1988      | BGBl. I S. 829    |
| 1. Januar 1989 | Gesetz zur Strukturreform des Gesundheitswesen | Änderung             | 20. Dezember 1988  | 29. Dezember 1988  | BGBl. I S. 2477   |
| 1. April 1990 | Zwölftes Gesetz zur Änderung des Bundesausbildungsförderungsgesetzes | Änderung             | 22. Mai 1990       | 29. Mai 1990       | BGBl. I S. 936    |
| 1. August 1990 | Dreizehntes Gesetz zur Änderung des Bundesausbildungsförderungsgesetzes | Änderung             | 20. Dezember 1990  | 29. Dezember 1990  | BGBl. I S. 2982   |
| 3. Oktober 1990 3 | Gesetz zu dem Vertrag vom 31. August 1990 zwischen der Bundesrepublik Deutschland und der Deutschen Demokratischen Republik über die Herstellung der Einheit Deutschlands – Einigungsvertragsgesetz – und der Vereinbarung vom 18. September 1990 4 | Änderung             | 23. September 1990 | 28. September 1990 | BGBl. II S. 885   |
| 1. Januar 1991 | Vierzehntes Gesetz zur Änderung des Bundesausbildungsförderungsgesetzes | Änderung             | 30. Juli 1991      | 06. August 1991    | BGBl. I S. 1732   |
| 1. Juli 1992 | Fünfzehntes Gesetz zur Änderung des Bundesausbildungsförderungsgesetzes | Änderung             | 19. Juni 1992      | 26. Juni 1992      | BGBl. I S. 1062   |
| 25. Juli 1993 | Sechzehntes Gesetz zur Änderung des Bundesausbildungsförderungsgesetzes | Änderung             | 13. Juli 1993      | 24. Juli 1993      | BGBl. I S. 1202   |
| 18. September 1993 | Gesetz zur Verbesserung der steuerlichen Bedingungen zur Sicherung des Wirtschaftsstandorts Deutschland im Europäischen Binnenmarkt | Änderung             | 13. September 1993 | 17. September 1993 | BGBl. I S. 1569   |
| 1. Januar 1994 5 | Gesetz zur Ausführung des Abkommens vom 2. Mai 1992 über den Europäischen Wirtschaftsraum | Änderung             | 27. April 1993     | 30. April 1993     | BGBl. I S. 512    |
| 1. Januar 1994 | Zweites Gesetz zur Umsetzung des Spar-, Konsolidierungs- und Wachstumsprogramms | Änderung             | 21. Dezember 1993  | 30. Dezember 1993  | BGBl. I S. 2374   |
| 1. Juli 1994 | Gesetz zur Sicherung und Strukturverbesserung der gesetzlichen Krankenversicherung | Änderung             | 21. Dezember 1992  | 29. Dezember 1992  | BGBl. I S. 2266   |
| 1. Juli 1994 | Zweites Gesetz zur Bereinigung von SED-Unrecht | Änderung             | 23. Juni 1994      | 29. Juni 1994      | BGBl. I S. 1311   |
| 1. Januar 1995 | Gesetz zur sozialen Absicherung des Risikos der Pflegebedürftigkeit | Änderung             | 26. Mai 1994       | 28. Mai 1994       | BGBl. I S. 1014   |
| 10. Januar 1995 | Entscheidung des Bundesverfassungsgerichts vom 10. Januar 1995 – 1 BvL 20/87, 1 BvL 20/88 | BVerfG-Entscheidung  | 23. März 1995      | 07. April 1995     | BGBl. I S. 478    |
| 1. Juli 1995 | Siebzehntes Gesetz zur Änderung des Bundesausbildungsförderungsgesetzes | Änderung             | 24. Juli 1995      | 28. Juli 1995      | BGBl. I S. 976    |
| 21. Oktober 1995 | Jahressteuergesetz 1996 | Änderung             | 11. Oktober 1995   | 20. Oktober 1995   | BGBl. I S. 1250   |
| 1. August 1996 | Achtszehntes Gesetz zur Änderung des Bundesausbildungsförderungsgesetzes 6 | Änderung             | 17. Juli 1996      | 24. Juli 1996      | BGBl. I S. 1006   |
| 1. August 1996 | Gesetz zur Reform des Sozialhilferechts | Änderung             | 23. Juli 1996      | 29. Juli 1996      | BGBl. I S. 1088   |
| 1. August 1996 | Neunzehntes Gesetz zur Änderung des Bundesausbildungsförderungsgesetzes | Änderung             | 25. Juni 1998      | 29. Juni 1998      | BGBl. I S. 1609   |
| 5. Juli 1997 | Gesetz zur Verbesserung rehabilitierungsrechtlicher Vorschriften für Opfer der politischen Verfolgung in der ehemaligen DDR | Änderung             | 1. Juli 1997       | 4. Juli 1997       | BGBl. I S. 1609   |
| 14. Oktober 1997 | Entscheidung des Bundesverfassungsgerichts vom 14. Oktober 1997 – 1 BvL 5/93 | BVerfG-Entscheidung  | 6. Februar 1998    | 11. März 1998      | BGBl. I S. 427    |
| 1. Januar 1998 7 | Gesetz zur Reform der Arbeitsförderung | Änderung             | 24. März 1997      | 27. März 1997      | BGBl. I S. 594    |
| 10. November 1998 | Entscheidung des Bundesverfassungsgerichts vom 10. November 1998 – 1 BvL 50/92 | BVerfG-Entscheidung  | 13. Januar 1999    | 08. Februar 1999   | BGBl. I S. 79     |
| 2. Februar 1999 | Entscheidung des Bundesverfassungsgerichts vom 2. Februar 1999 – 1 BvL 8/97 | BVerfG-Entscheidung  | 29. März 1999      | 14. April 1999     | BGBl. I S. 699    |
| 13. Mai 1999 | Zwanzigstes Gesetz zur Änderung des Bundesausbildungsförderungsgesetzes | Änderung             | 7. Mai 1999        | 12. Mai 1999       | BGBl. I S. 850    |
| 1. Januar 2000 | Gesetz zur Sanierung des Bundeshaushalts | Änderung             | 22. Dezember 1999  | 28. Dezember 1999  | BGBl. I S. 2534   |
| 1. Januar 2000 | Gesetz zur Familienförderung | Änderung             | 22. Dezember 1999  | 28. Dezember 1999  | BGBl. I S. 2552   |
| 1. Januar 2000 | Gesetz zur Bereinigung von steuerlichen Vorschriften | Änderung             | 22. Dezember 1999  | 29. Dezember 1999  | BGBl. I S. 2601   |
| 31. Dezember 2000 | Gesetz zur Änderung rehabilitierungsrechtlicher Vorschriften | Änderung             | 20. Dezember 2001  | 28. Dezember 2001  | BGBl. I S. 3986   |
| 1. Januar 2001 | Gesetz zur Einführung des Euro im Sozial- und Arbeitsrechtsowie zur Änderung anderer Vorschriften | Änderung             | 21. Dezember 2000  | 29. Dezember 2000  | BGBl. I S. 1983   |
| 1. April 2001 | Gesetz zur Reform und Verbesserung der Ausbildungsförderung – Ausbildungsförderungsreformgesetz | Änderung             | 19. März 2001      | 26. März 2001      | BGBl. I S. 390    |
| keine 8 | Gesetz zur Steuerung und Begrenzung der Zuwanderung und zur Regelung des Aufenthalts und der Integration von Unionsbürgern und Ausländern | Änderung             | 20. Juni 2002      | 25. Juni 2002      | BGBl. I S. 1946   |
| 18. Dezember 2002 | Entscheidung des Bundesverfassungsgerichts vom 18. Dezember 2002 – 2 BvF 1/02 | BVerfG-Entscheidung  | 16. Januar 2003    | 29. Januar 2003    | BGBl. I S. 126    |
| 22. August 2003 | Gesetz zur Neustrukturierung der Förderbanken des Bundes | Änderung             | 15. August 2003    | 21. August 2003    | BGBl. I S. 1657   |
| 1. Januar 2005 9 | Drittes Gesetz für moderne Dienstleistungen am Arbeitsmarkt | Änderung             | 23. Dezember 2003  | 27. Dezember 2003  | BGBl. I S. 2848   |
| 1. Januar 2005 | Viertes Gesetz für moderne Dienstleistungen am Arbeitsmarkt | Änderung             | 24. Dezember 2003  | 29. Dezember 2003  | BGBl. I S. 2954   |
| 1. Januar 2005 | Gesetz zur Einordnung des Sozialhilferechts in das Sozialgesetzbuch | Änderung             | 27. Dezember 2003  | 30. Dezember 2003  | BGBl. I S. 3022   |
| 1. Januar 2005 | Gesetz zur Steuerung und Begrenzung der Zuwanderung und zur Regelung des Aufenthalts und der Integration von Unionsbürgern und Ausländern | Änderung             | 30. Juli 2004      | 5. August 2004     | BGBl. I S. 1950   |
| 8. Dezember 2004 | Einundzwanzigstes Gesetz zur Änderung des Bundesausbildungsförderungsgesetzes | Änderung             | 2. Dezember 2004   | 7. Dezember 2004   | BGBl. I S. 3127   |
| 1. Januar 2006 | Gesetz zur Neuorganisation der Bundesfinanzverwaltung und zur Schaffung eines Refinanzierungsregisters | Änderung             | 22. September 2005 | 27. September 2005 | BGBl. I S. 2809   |
| 1. Januar 2008 | Zweiundzwanzigstes Gesetz zur Änderung des Bundesausbildungsförderungsgesetzes | Änderung             | 23. Dezember 2007  | 31. Dezember 2007  | BGBl. I S. 3254   |
| 16. Dezember 2008 | Gesetz zur Förderung von Kindern unter drei Jahren in Tageseinrichtungen und in Kindertagespflege | Änderung             | 10. Dezember 2008  | 15. Dezember 2008  | BGBl. I S. 2403   |
| 1. Januar 2009 | Gesetz zur arbeitsmarktadäquaten Steuerung der Zuwanderung Hochqualifizierter und zur Änderung weiterer aufenthaltsrechtlicher Regelungen | Änderung             | 20. Dezember 2008  | 24. Dezember 2008  | BGBl. I S. 2846   |
| 28. Oktober 2010 | Dreiundzwanzigstes Gesetz zur Änderung des Bundesausbildungsförderungsgesetzes | Änderung             | 24. Oktober 2010   | 27. Oktober 2010   | BGBl. I S. 1422   |
| 28. Oktober 2010 | Bekanntmachung der Neufassung des Bundesausbildungsförderungsgesetzes | Neufassung           | 7. Dezember 2010   | 16. Dezember 2010  | BGBl. I S. 1952   |
| 28. Oktober 2010 | Berichtigung der Bekanntmachung der Neufassung des Bundesausbildungsförderungsgesetzes | Berichtigung         | 7. Februar 2012    | 13. Februar 2012   | BGBl. I S. 197    |
| 21. Juni 2011 | Entscheidung des Bundesverfassungsgerichts vom 21. Juni 2011 – 1 BvR 2035/07 | BVerfG-Entscheidung  | 12. August 2011    | 19. August 2011    | BGBl. I S. 1726   |
| 26. November 2011 | Gesetz zur Umsetzung aufenthaltsrechtlicher Richtlinien der Europäischen Union und zur Anpassung nationaler Rechtsvorschriften an den EU-Visakodex                                                                                                  | Änderung             | 22. November 2011  | 25. November 2011  | BGBl. I S. 2258   |
| 14. Dezember 2011 | Vierundzwanzigstes Gesetz zur Änderung des Bundesausbildungsförderungsgesetzes | Änderung             | 6. Dezember 2011   | 13. Dezember 2011  | BGBl. I S. 2569   |
| 1. Januar 2012 | Berichtigung der Bekanntmachung der Neufassung des Bundesausbildungsförderungsgesetzes | Änderung             | 7. Dezember 2011   | 13. Dezember 2011  | BGBl. I S. 2592   |
| 1. April 2012 | Gesetz zur Verbesserung der Eingliederungschancen am Arbeitsmarkt | Änderung             | 20. Dezember 2011  | 27. Dezember 2011  | BGBl. I S. 2854   |
| 2. Dezember 2013 | Gesetz zur Verbesserung der Rechte von international Schutzberechtigten und ausländischen Arbeitnehmern | Änderung             | 29. August 2013    | 5. September 2013  | BGBl. I S. 3484   |
| 1. Januar 2015 | Fünfundzwanzigstes Gesetz zur Änderung des Bundesausbildungsförderungsgesetzes | Änderung             | 23. Dezember 2014  | 31. Dezember 2014  | BGBl. I S. 2475   |
| 1. August 2015 | Gesetz zur Neubestimmung des Bleiberechts und der Aufenthaltsbeendigung | Änderung             | 27. Juli 2015      | 31. Juli 2015      | BGBl. I S. 1386   |
| 5. April 2017 | Gesetz zum Abbau verzichtbarer Anordnungen der Schriftform im Verwaltungsrecht des Bundes | Änderung             | 29. März 2017      | 4. April 2017      | BGBl. I S. 626    |
| 1. August 2018 | Gesetz zur Neuregelung des Familiennachzugs zu subsidiär Schutzberechtigten | Änderung             | 12. Juli 2018      | 17. Juli 2018      | BGBl. I S. 1147   |
| 16. Juli 2019 | Sechsundzwanzigstes Gesetz zur Änderung des Bundesausbildungsförderungsgesetzes | Änderung             | 8. Juli 2019       | 15. Juli 2019      | BGBl. I S. 1048   |
| 1. Januar 2020 | Gesetz für bessere und unabhängigere Prüfungen | Änderung             | 14. Dezember 2019  | 20. Dezember 2019  | BGBl. I S. 2789   |
| 1. März 2020 | Gesetz zum Ausgleich COVID-19 bedingter finanzieller Belastungen der Krankenhäuser und weiterer Gesundheitseinrichtungen | Änderung             | 27. März 2020      | 27. März 2020      | BGBl. I S. 580    |
| 1. März 2020 | Gesetz zur Unterstützung von Wissenschaft und Studierenden aufgrund der COVID-19-Pandemie | Änderung             | 25. Mai 2020       | 28. Mai 2020       | BGBl. I S. 1073   |
| 24. November 2020 | Gesetz zur aktuellen Anpassung des Freizügigkeitsgesetzes/EU und weiterer Vorschriften an das Unionsrecht | Änderung             | 12. November 2020  | 23. November 2020  | BGBl. I S. 2416   |
| 24. November 2021 | Gesetz zur Änderung des Infektionsschutzgesetzes und weiterer Gesetze anlässlich der Aufhebung der Feststellung der epidemischen Lage von nationaler Tragweite                                                                                      | Änderung             | 22. November 2021  | 23. November 2021  | BGBl. I S. 4906   |
| 1. Juni 2022 | Gesetz zur Regelung eines Sofortzuschlages und einer Einmalzahlung in den sozialen Mindestsicherungssystemen sowie zur Änderung des Finanzausgleichsgesetzes und weiterer Gesetze                                                                   | Änderung             | 23. Mai 2022       | 27. Mai 2022       | BGBl. I S. 760    |
| 22. Juli 2022 | Siebenundzwanzigstes Gesetz zur Änderung des Bundesausbildungsförderungsgesetzes | Änderung             | 15. Juli 2022      | 21. Juli 2022      | BGBl. I S. 1150   |
| 1. Januar 2024 | Achtundzwanzigstes Gesetz zur Änderung des Bundesausbildungsförderungsgesetzes | Änderung             | 22. Dezember 2023  | 28. Dezember 2023  | BGBl. I Nr. 408   |
| 25. Juli 2024 | Neunundzwanzigstes Gesetz zur Änderung des Bundesausbildungsförderungsgesetzes | Änderung             | 19. Juli 2024      | 24. Juli 2024      | BGBl. I Nr. 249   |
| Legende 1 Gemeint ist der frühste Zeitpunkt, indem die Rechtskraft durch Inkrafttreten eines Gesetzes und einer Änderung hinsichtlich des Bundesausbildungsförderungsgesetzes die Wirkung entfaltet. Für einzelne Normen kann eine spätere Rechtskraft bestimmt sein. 2 Das in der Bekanntmachung der Neufassung des BAföG vom 9. April 1976 in Nummer 8 berücksichtigte Gesetz zur Verbesserung der Haushaltsstruktur im Geltungsbereich des Arbeitsförderungsgesetzes und des Bundesversorgungsgesetzes vom 18. Dezember 1975 (BGBl. I S. 3113) stellt nur eine Änderung des Gesetzesentwurfs zum 18. Dezember 1975 ausgefertigten Haushaltsstrukturgesetzes (BGBl. I S. 3091) dar. Es hat keine Auswirkungen im Bereich des Ausbildungsförderungsrechts. 3 Rückwirkung einzelner Rechtstatbestände aus der BRD und der DDR. 4 Beinhaltet den Vertrag zwischen der Bundesrepublik Deutschland und der Deutschen Demokratischen Republik über die Herstellung der Einheit Deutschlands (BGBl. II S. 889) sowie die Anlage I des Vertrags mit dem enthaltenen Kapitel XVI des Geschäftsbereichs des Bundesministers für Bildung und Wissenschaft im Sachgebiet B Ausbildungsförderung (BGBl. II S. 1132). 5 Bekanntmachung des Inkrafttretens am 30. Dezember 1993 im Bundesgesetzblatt mit Wirkung zum 1. Januar 1994 (BGBl. I S. 2436). 6 Teile des Gesetzes sind durch das Neunzehnte Gesetz zur Änderung des Bundesausbildungsförderungsgesetzes vor Inkrafttreten gestrichen (BGBl. I S. 1609). 7 In der Bekanntmachung der Neufassung des BAföG vom 7. Dezember 2010 wird irrtümlich in Nummer 23 auf den 1. Januar 1997 (BGBl. I S. 1952) verwiesen. Der Artikel 83 des hier betreffenden Gesetzes bestimmt den 1. Januar 1998. 8 Das Gesetz zur Steuerung und Begrenzung der Zuwanderung und zur Regelung des Aufenthalts und der Integration von Unionsbürgern und Ausländern in der Fassung vom 20. Juni 2002 (BGBl. I S. 1946) hat das Bundesverfassungsgericht mit Entscheidung zum Aktenzeichen 2 BvF 1/02 vom 18. Dezember 2010 (BGBl. I S. 126) für nichtig erklärt, sodass die vorgesehenen Änderungen des Bundesausbildungsförderungsgesetzes keine Wirkungen entfalten. 9 Entgegen der Bekanntmachung der Neufassung des BAföG vom 7. Dezember 2010 ist in Nummer 35 des genannten Gesetzes (BGBl. I S. 1952) kein Inkrafttreten auf den nächsten Tag nach der Verkündung bestimmt, sodass ein Inkrafttreten am 28. Dezember 2003 nicht vorgesehen ist. Richtig ist der 1. Januar 2005. | |                      |                    |                    |                   |

## Förderungsfähige Ausbildungen

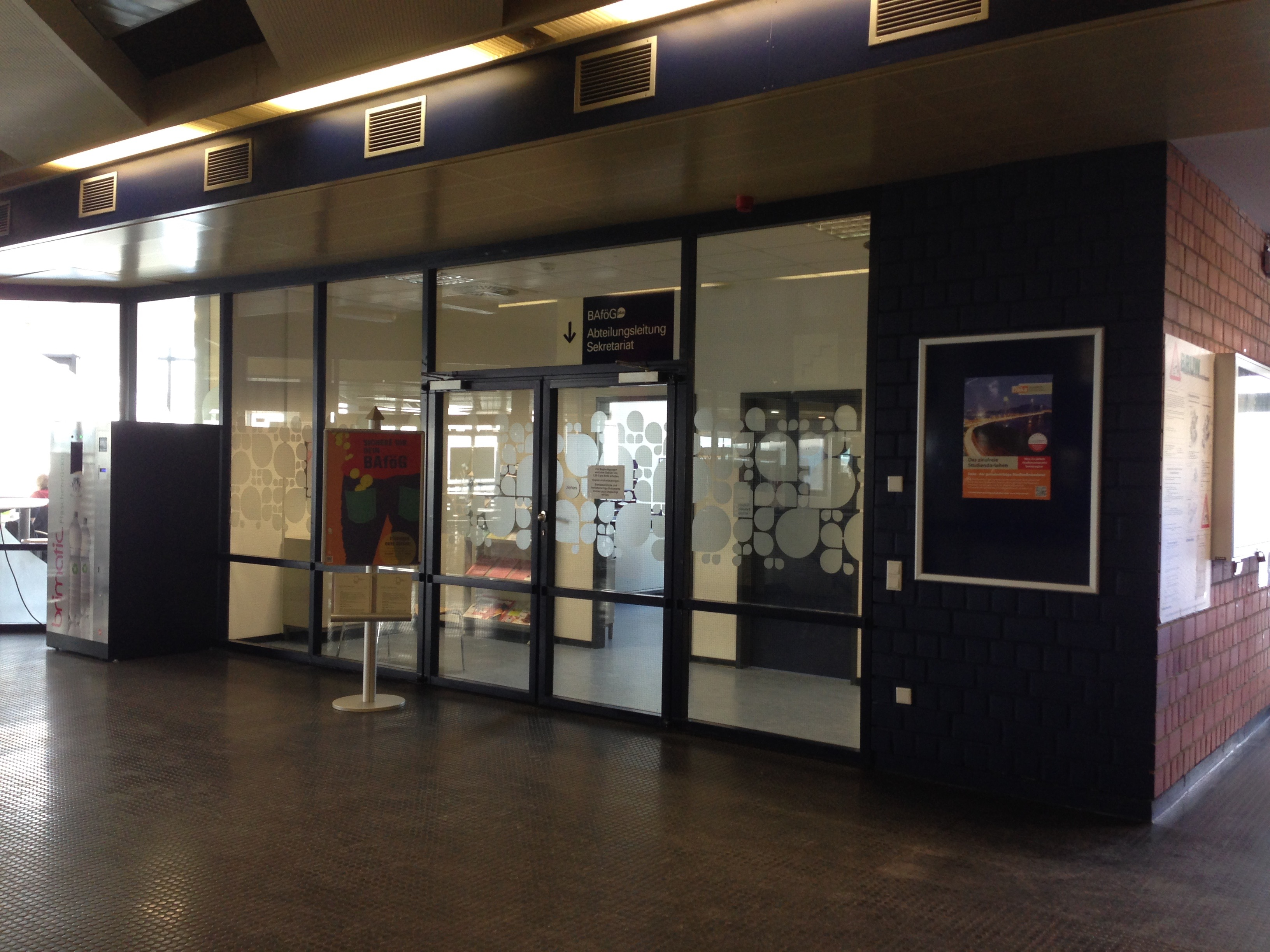
BAföG-Büro der Uni Wuppertal.

### Ausbildungsform
Nach dem BAföG kann der Besuch von allgemeinbildenden Schulen ab Klasse 10, von Fachschulen und Berufsfachschulen, von Schulen des Zweiten Bildungsweges, von Akademien und Hochschulen gefördert werden. Für die Förderung von Schülern bestehen dabei allerdings erhebliche Einschränkungen. Ausbildungen im dualen System können nicht nach dem BAföG gefördert werden; insoweit kommt aber Berufsausbildungsbeihilfe in Betracht.
Im Grundsatz kann nur eine erste Ausbildung gefördert werden. Für eine Förderung nach einem Fachrichtungswechsel oder einem Ausbildungsabbruch bestehen erhebliche Einschränkungen, soweit es sich nicht um eine erste und frühzeitig erfolgte Entscheidung handelt. Bis zum Ende des zweiten Semesters ist ein Wechsel in der Regel ohne weitere Begründung möglich. Bis zum Ende des dritten Semesters (bzw. bei Verlust von höchstens drei Fachsemestern durch den Wechsel) wird ein „wichtiger“ Grund erwartet. Danach ist ein Wechsel ohne Verlust des BAföGs nur bei einem „unabweisbaren“ Grund möglich.
Mit der zunehmenden Umstellung von Studiengängen auf die Bachelor-Master-Struktur ergeben sich insoweit Probleme, weil der Bachelor-Abschluss grundsätzlich als erster berufsqualifizierender Abschluss angelegt ist, ein anschließender Master-Studiengang folglich bereits als Zweitausbildung zu gelten hat und nur dann gefördert werden kann, wenn er auf einen Bachelor-Studiengang „aufbaut“ und in der Regel nahtlos anschließt (so genannter „konsekutiver“ Studiengang).
Fernstudien werden nur längstens 12 Monate gefördert, wenn der Lehrgang in diesen 12 Monaten auch abgeschlossen werden kann und das Studium „vollzeit“ durchgeführt wird. Bei dreijährigen Studien kann so das letzte Jahr gefördert werden.

### In- und Ausland
Gefördert werden außer Ausbildungen im Inland seit dem 1. Januar 2008 auch das vollständig im Ausland verbrachte Studium an einer Hochschule in der EU oder der Schweiz. Deutsche Studierende, die im Inland Anspruch auf BAföG haben, können für Auslandsaufenthalte das Auslands-BAföG beantragen. Wegen des dort höheren Bedarfs (erhöhte Lebenshaltung, Reisekosten und ggf. Studiengebühren) kann sich ein Antrag auch für diejenigen lohnen, die im Inland wegen höherer Einkommen aus der Förderung fallen.
Des Weiteren ist eine Förderung für Schüler möglich, die ein Jahr im Ausland verbringen wollen.
Der Europäische Gerichtshof entschied, dass die vormals angewandte Regelung, wonach nur dann eine Ausbildung im Ausland gefördert wurde, wenn sie die Fortsetzung einer mindestens ein Jahr lang in Deutschland begonnenen Ausbildung darstellte, gegen den Grundsatz der Freizügigkeit verstieß. Im Januar 2010 entschied das Verwaltungsgericht Münster, dass auch Personen, die dauerhaft in einem anderen EU-Land leben und dort studieren, grundsätzlich eine BAföG-Förderung erhalten dürfen.
Nach Medienangaben gäbe es im Fall eines No Deal-Brexits nach einer Übergangsfrist von einem Jahr keine Möglichkeit mehr für ein BAföG-gefördertes Auslandsstudium im Vereinigten Königreich.

## Persönliche Voraussetzungen
Die Leistungen des Schülers oder Studierenden müssen erwarten lassen, dass das angestrebte Ausbildungsziel erreicht wird; dies wird grundlegend mit dem regelmäßigen Besuch der Ausbildungsstätte belegt. Ab dem fünften Semester einer Hochschulausbildung erfolgt eine Förderung nur noch, wenn der Betroffene zeitgerecht den normalen geforderten Leistungsstand des 4. Semesters erreicht hat. In besonders begründeten Fällen (Krankheit, Behinderung, Kinderbetreuung u. a.) kann die Frist überschritten werden.
Ausländer können Leistungen nach dem BAföG in der Regel dann beanspruchen, wenn sie ein von der Ausbildung unabhängiges Aufenthaltsrecht in Deutschland besitzen, etwa weil sie hier aufgewachsen sind oder ihr Aufenthaltsrecht von hier lebenden Eltern oder vom Partner ableiten. In wenigen Fällen – etwa für Ausländer mit einer „Duldung“ – ist zudem eine Mindestaufenthaltsdauer von 15 Monaten (ab August 2016), vormals von vier Jahren erforderlich. Wer hingegen ein Aufenthaltsrecht nur zu Ausbildungszwecken besitzt, kann in der Regel – auch als Unionsbürger – keine BAföG-Leistungen beanspruchen, vgl. § 8 BAföG.
Auszubildende müssen bei Beginn des Ausbildungsabschnitts (z. B. des Studiums) jünger als 45 Jahre sein, sofern nicht bestimmte Ausnahmetatbestände, wie etwa die Betreuung von Kindern oder pflegebedürftiger Angehöriger oder der Erwerb der Hochschulzugangsberechtigung auf dem 2. Bildungsweg ein Überschreiten der Altersgrenze rechtfertigen.
Vor dem 1. August 2022 lag die Altersgrenze bei 30 Jahren. Für den Beginn eines Masterstudiums lag sie bei 35 Jahren.

## Höhe der Leistungen
Die Geldleistungen nach dem BAföG erfolgen nach pauschalen Bedarfsbeträgen (Bedarf), auf die eigenes Einkommen und Vermögen des Schülers oder Studierenden sowie Einkommen seines Ehegatten bzw. eingetragenen Lebenspartners und – in aller Regel – auch seiner Eltern angerechnet werden. Das BAföG ist somit „familienabhängig“.

### Bedarf für den Lebensunterhalt
Die Bedarfssätze differieren nach Art der Ausbildung und danach, ob die zu Fördernden bei den Eltern wohnen oder nicht. Bei Schülern sind es jeweils Pauschalsätze, bei Studierenden wird ein Grundbedarfssatz um einen pauschalen Unterkunftsanteil erhöht. Hinzu kommt ein Kranken- und Pflegeversicherungszuschlag für Personen, die sich selbst versichern müssen (ab 25 Jahre, bspw. in der Krankenversicherung der Studenten) sowie – unter engen Voraussetzungen – gegebenenfalls ein Härtefallzuschlag, etwa bei besonders hohen Unterkunftskosten oder bei Internatsunterbringung. Der BAföG-Höchstsatz und der Unterkunftsanteil bei Studierenden ist der folgenden Tabelle zu entnehmen, dort exklusive Kranken- und Pflegeversicherungs-Zuschlag (94+28 Euro, 176+38 Euro ab dem 30. Lj.). Für Studierende werden 50 % des Maximalbedarfs als unverzinsliches Darlehen gewährt, Schüler erhalten BAföG rückerstattungsfrei. Hinzu tritt das auf die Geförderten entfallende, anrechnungsfreie Kindergeld (früher nur bei Einkommen unter ca. 8.000 Euro).
| gültig ab        | Schüler § 12 BAföG                | Schüler § 12 BAföG               | Studierende § 13 BAföG             | Studierende § 13 BAföG                  |
| gültig ab        | ohne Beruf nicht / bei den Eltern | mit Beruf nicht / bei den Eltern | an Fach- / Hochschulen Grundbedarf | nicht / bei den Eltern zzgl. Unterkunft |
| ---------------- | --------------------------------- | -------------------------------- | ---------------------------------- | --------------------------------------- |
| 25. Juli 2024    | 666 / 276 EUR                     | 775 / 498 EUR                    | 442 / 475 EUR                      | 380 / 59 EUR                            |
| 22. Juli 2022    | 632 / 262 EUR                     | 736 / 474 EUR                    | 421 / 452 EUR                      | 360 / 59 EUR                            |
| 1. August 2020   | 585 / 247 EUR                     | 681 / 448 EUR                    | 398 / 427 EUR                      | 325 / 56 EUR                            |
| 16. Juli 2019    | 580 / 243 EUR                     | 675 / 439 EUR                    | 391 / 419 EUR                      | 325 / 55 EUR                            |
| 1. August 2016   | 504 / 231 EUR                     | 587 / 418 EUR                    | 372 / 399 EUR                      | 250 / 52 EUR                            |
| 28. Oktober 2010 | 465 / 216 EUR                     | 543 / 391 EUR                    | 348 / 373 EUR                      | 224 / 49 EUR                            |

Seit 2008 gibt es einen Kinderbetreuungszuschlag (§ 14b BAföG) für eigene Kinder, die mit im Haushalt leben. Dieser beläuft sich derzeit (Stand 2022) auf 160 Euro für jedes Kind unter 14 Jahren.
Aufgrund der Pauschalierung von BAföG-Leistungen kommt es in der Praxis inzwischen häufig dazu, dass die tatsächlichen Kosten für Unterkunft und Heizung nicht gedeckt werden. Das Bundesverwaltungsgericht hat in diesem Zusammenhang in einem schwebenden Verfahren dem Bundesverfassungsgericht die Frage vorgelegt, ob die entsprechende BAföG-Norm, welche die Höhe der Leistungen regelt, mit dem verfassungsrechtlichen Teilhaberecht auf chancengleichen Zugang zu staatlichen Ausbildungsangeboten vereinbar ist. Das Bundesverfassungsgericht entschied mit Beschluss vom 23. September 2024, dass die Norm verfassungsmäßig ist und dass aus dem Grundgesetz kein Anspruch auf eine bestimmte Höhe der BAföG-Leistungen folgt. Der Gesetzgeber habe einen weiten Ermessenspielraum. Es gibt keinen subjektiven verfassungsrechtlichen Anspruch mittelloser Hochschulzugangsberechtigter auf staatliche Leistungen zur Ermöglichung eines Studiums, dem die Bemessung der Grundpauschale widersprechen könnte. Zur Existenzsicherung sei dem Bedürftigen die Aufnahme einer existenzsichernden Erwerbstätigkeit zuzmuten, selbst wenn hierdurch Studieren unmöglich werde.
Schüler und bei den Eltern lebende Studierende haben Anspruch auf ergänzende Leistungen nach dem SGB II, wenn sie BAföG erhalten, nur wegen Anrechnung von Einkommen bzw. Vermögen nicht erhalten oder über ihren BAföG-Antrag noch nicht entschieden wurde (§ 7 Abs. 6 Nr. 2 SGB II). Studierende, die nicht bei den Eltern wohnen, haben diese Möglichkeit nicht, sie können allenfalls bei einem besonderen Härtefall ein Darlehen vom Jobcenter bekommen (§ 27 Abs. 3 Satz 1 SGB II).

### Anrechnung von Einkommen und Vermögen
Auf den pauschaliert ermittelten Bedarf werden – ebenfalls pauschaliert – die Beträge angerechnet, die der zu Fördernde und seine Familie aus eigenen Mitteln aufbringen können.

#### Einkommen und Vermögen des Auszubildenden
Vorrangig wird das eigene (aktuelle) Einkommen des zu Fördernden auf seinen Bedarf angerechnet. Dieses Einkommen muss im Voraus geschätzt werden. Durch den Abzug von Freibeträgen bleiben bei Studierenden von Nebenjobs allerdings 523,42 Euro brutto pro Monat anrechnungsfrei (6.281,04 Euro in 12 Monaten).
Generell kann das „Einkommen im Sinne des BAföG“ nicht mit dem gleichgesetzt werden, was üblicherweise als Brutto-Einkommen oder Netto-Einkommen verstanden wird. Bei einer Ausbildungsvergütung gibt es zum Beispiel keinen Freibetrag, sie wird voll auf den Bedarf angerechnet. Kindergeld gehört seit 2001 nicht mehr dazu. Wenn nach dem Ende des regelmäßig einjährigen Bewilligungszeitraums feststeht, welches Einkommen der Geförderte in dieser Zeit tatsächlich hatte, berechnet das Förderungsamt den Anspruch auf Ausbildungsförderung abschließend. Überzahlte Ausbildungsförderung wird zurückgefordert, andernfalls erfolgt eine Nachzahlung.
Eine Berechnung mit aufgeschlüsseltem Ergebnis ist möglich, allerdings bietet das Bundesministerium seit Ende 2008 keinen Rechner mehr an. Eine in den meisten Fällen ausreichende Annäherung bietet der BAföG-Rechner von Studis Online.
Auch etwaiges Vermögen des zu Fördernden (nicht dagegen Vermögen von Ehegatten, Lebenspartnern und Eltern!) wird angerechnet, soweit es den Freibetrag von 15.000/45.000 Euro übersteigt. Der Freibetrag von 45.000 Euro gilt für Studenten ab 30 Jahren. Bei einem verheirateten oder in einer Lebenspartnerschaft lebenden Geförderten erhöht sich der Freibetrag um weitere 2.300 Euro sowie je weiteres Kind ebenfalls um 2.300 Euro. In Härtefällen „kann ein weiterer Teil des Vermögens anrechnungsfrei bleiben“ (§ 29 BAföG). Seit Januar 2011 werden Kraftfahrzeuge ebenfalls mit dem Zeitwert angerechnet. Neben dem Einkommen wird ein Zwölftel des gesamten den Freibetrag übersteigenden Vermögens auf den monatlichen Bedarf angerechnet. Die Vermögensanrechnung spielt in der Praxis eine erhebliche Rolle, weil durch sog. Kontrollmitteilungen des BZSt an die BAföG-Ämter über Freistellungsaufträge das Vermögen überprüft wird (siehe unten).
Vor dem 1. August 2022 lag der Vermögensfreibetrag bei 8.200 Euro.

##### Datenabgleich der Freistellungsaufträge durch Finanzamt
Jährlich kommt es für jeden BAföG-Empfänger zum Datenabgleich. Dabei werden dem Amt für Ausbildungsförderung Personen gemeldet, die im Vorjahr Kapitalerträge von mehr als 100 € erhielten. Die Kapitalerträge werden über den Freistellungsauftrag bei den Banken ans BZSt übermittelt. Dem Amt für Ausbildungsförderung werden die Kontonummern, Kontennamen und die jeweiligen Zinserträge gemeldet. BAföG-Empfänger, die über 100 € Kapitalerträge pro Jahr erhielten, müssen ihr tatsächliches Vermögen nachweisen. Bleibt dies unter der Freigrenze, ist alles „nur“ Verwaltungshandeln und zieht keinerlei Konsequenzen nach sich. Für Verheiratete bzw. Verpartnerte gilt das ebenfalls. Da die Freistellungsaufträge gemeinsam erteilt werden müssen, werden auch diese dem BAföG-Amt gemeldet. Kann der Empfänger nachweisen, dass es sich um Zinseinkünfte des  Ehegatten bzw. Lebenspartners handelt, ist dieses Verfahren wieder „nur“ als Verwaltungshandeln zu bearbeiten. Für jedes Jahr, in dem die Kapitalerträge über 100 € lagen, wird eine Erklärung fällig. Ob der Empfänger dabei immer unter den Freigrenzen liegt, spielt dabei keine Rolle.

#### Einkommen von Ehegatten, Lebenspartnern und Eltern
Die Anrechnung des Einkommens des Ehegatten, eingetragenen Lebenspartners und der Eltern des Auszubildenden richtet sich nicht nach den aktuellen Verhältnissen, sondern nach den Verhältnissen im vorletzten Jahr vor Beginn des Bewilligungszeitraums. Ausgangspunkt ist auch bei Ehegatten, eingetragenen Lebenspartnern und Eltern das „Einkommen im Sinne des BAföG“, auf das verschiedene Freibeträge gewährt werden, nämlich der Grundfreibetrag, der für den Ehegatten bzw. eingetragenen Lebenspartner und getrennt lebende Elternteile 1.605 Euro und für die nicht getrennt lebenden Eltern gemeinsam 2.415 Euro beträgt. Für Kinder des Einkommensbeziehers, die nicht ihrerseits in einer nach dem BAföG förderungsfähigen Ausbildung stehen und andere Unterhaltsberechtigte, werden jeweils 730 Euro und für Stiefelternteile jeweils 805 Euro Freibetrag gewährt. Ein prozentualer Zusatzfreibetrag kommt noch hinzu. Er beträgt nochmals 50 % des die festen Freibeträge übersteigenden Einkommens und jeweils nochmals 5 % für jede berücksichtigte unterhaltspflichtige Person. Unter engen Voraussetzungen kann ein zusätzlicher Härtefreibetrag gewährt werden. Das nach Abzug aller Freibeträge verbleibende Einkommen wird anteilig auf förderungsfähige Geschwister und den Antragsteller angerechnet.

##### Aktualisierungsantrag
Für den Fall, dass der Ehegatte, eingetragene Lebenspartner oder ein Elternteil im aktuellen Jahr wesentlich weniger Einkommen hat als zwei Jahre zuvor, kann ein Aktualisierungsantrag gestellt werden. Dann wird nicht das Einkommen des vorletzten Jahres, sondern – im Wege der Prognose – das aktuelle Einkommen in den Jahren des Bewilligungszeitraumes zu Grunde gelegt. Die daraus resultierende Zahlung von Ausbildungsförderung wird unter dem Vorbehalt der Rückforderung geleistet. Nachdem zu einem späteren Zeitpunkt das Einkommen in den Jahren des Bewilligungszeitraumes feststeht (in der Regel durch entsprechende Einkommensteuerbescheide), entscheidet das Förderungsamt abschließend über die Höhe der Förderung. Überzahlte Ausbildungsförderung wird zurückgefordert, andernfalls erfolgt eine Nachzahlung.

##### Vorausleistungen
Wenn Eltern die erforderlichen Angaben über ihr Einkommen verweigern oder dem Auszubildenden keinen Unterhalt in Höhe des pauschal errechneten Betrages leisten, kann der Auszubildende vom Förderungsamt Vorausleistungen beanspruchen. Das Amt leistet ihm dann Förderung in der Höhe, die sich ohne eine Anrechnung von elterlichem Einkommen ergibt, kann aber die Eltern für die verweigerten Leistungen selbst in Anspruch nehmen und ggfs. vor dem Familiengericht auf Unterhalt verklagen. Hat der Auszubildende offensichtlich keinen bürgerlich-rechtlichen Unterhaltsanspruch mehr gegenüber den Eltern, so ist analog Förderung ohne Berücksichtigung des elterlichen Einkommen zu leisten, ohne Regressnahme der Eltern (BAföG VwV 36.1.17). Kindergeld und tatsächliche Leistungen wie bspw. Wohnungsbereitstellung und Naturalien werden als Unterhalt angerechnet.

##### Elternunabhängige Förderung
Unter bestimmten Voraussetzungen werden Auszubildende elternunabhängig gefördert, insbesondere für Ausbildungen im Zweiten Bildungsweg (z. B. für den Besuch von Abendgymnasium oder Kolleg). Ebenso gilt dies, wenn Auszubildende „das 30. Lebensjahr vollendet“, „nach Vollendung des 18. Lebensjahres fünf Jahre erwerbstätig“ oder nach einer „dreijährigen berufsqualifizierenden Ausbildung“ mindestens drei Jahre berufstätig waren (insgesamt 72 Monate) und wirtschaftlich schon auf eigenen Füßen stehen konnten (§ 11 Abs. 3 BAföG).

## Förderungsdauer
BAföG wird grundsätzlich für die gesamte Dauer der Ausbildung geleistet, bei Studiengängen allerdings nur bis zum Ende der Förderungshöchstdauer, die der Regelstudienzeit des betreffenden Studienganges entspricht. Unter engen Voraussetzungen muss eine Ausbildung auch über die Förderungshöchstdauer hinaus gefördert werden, etwa wenn das Studium durch das erstmalige Nichtbestehen des Abschlussexamens, durch eine Behinderung, eine Schwangerschaft oder durch Kindererziehung nicht bis zum Ende der Förderungshöchstdauer abgeschlossen werden konnte. Jenseits einer solchen „angemessenen“ Verlängerungszeit kann ggfs. für höchstens 12 Monate noch eine Studienabschlussförderung beansprucht werden, wenn die Anmeldung zur Abschlussprüfung spätestens vier Semester nach Ende der Förderungshöchstdauer (FHD) erfolgt und innerhalb von 12 Monaten abgeschlossen sein kann (§ 15 Abs. 3 BAföG). Wurde Förderung für eine angemessene Zeit über die FHD hinaus geleistet, so tritt für die Berechnung der Studienabschlussförderung der letzte Monat der verlängerten Förderungszeit an die Stelle der FHD. Darüber hinaus kann über die Förderungshöchstdauer gefördert werden, wer als Auszubildender an einer Hochschule in vorgesehenen Gremien und satzungsmäßigen Organen der Hochschulen und der Länder sowie in satzungsmäßigen Organen der Studentenwerke sowie der Selbstverwaltung der Studierenden an diesen Ausbildungsstätten wie beispielsweise Studentenvertretung mitgewirkt hat.

## Förderungsarten

### Zuschuss und Darlehen
Schüler erhalten die BAföG-Leistung als verlorenen Zuschuss, d. h., dieser ist nicht zurückzuzahlen. Studierende sowie Auszubildende an höheren Fachschulen und Akademien erhalten die BAföG-Leistungen demgegenüber im Regelfall zur Hälfte als Zuschuss und zur Hälfte als zinsloses staatliches Darlehen; dies gilt auch, wenn Studierende unter bestimmten Voraussetzungen über die allgemeine Förderungshöchstdauer hinaus BAföG-Leistungen erhalten. Die Studienabschlusshilfe für einen letzten Förderungszeitraum von maximal zwölf Monaten wird seit September 2019 als zinsfreies Staatsdarlehen gewährt.
Bei Auslandsausbildungen wird der sog. Mehrbedarf (Reisekosten, Studiengebühren und – außerhalb der EU – erhöhte Lebenshaltungskosten) nach Maßgabe der Zuschlagsverordnung bis zu bestimmten Höchstgrenzen als Zuschuss geleistet. Durch die erhöhten Bedarfssätze können z. T. auch Studierende, die im Inland wegen des Familieneinkommens nicht gefördert werden können, für eine Auslandsausbildung eine Teilförderung erhalten.

### Darlehensrückzahlung
Das staatliche Darlehen wird in monatlichen Raten von 130 Euro (105 Euro bis März 2020) zurückgezahlt, alle drei Monate werden drei zusammengefasste Raten fällig. Zinsen müssen nicht gezahlt werden, es sei denn, ein Zahlungstermin wird um mehr als 45 Tage überschritten.
Das nach dem BAföG berechnete Monatseinkommen bis 1.605 Euro (Stand ab August 2022) ist von der Rückzahlung befreit. Dieser Betrag erhöht sich für Kinder, Ehepartner, eingetragene Lebenspartner und Alleinerziehende ohne oder mit nur geringem Einkommen. Auch bei einer berechneten monatlichen Rate von unter 42 Euro wird von der Rückzahlung befreit. Mit dem Antrag auf Freistellung von der Rückzahlungsverpflichtung ist das Einkommen nachzuweisen.
Folgende Erlassmöglichkeiten hat, wer ab 1. September 2019 erstmals ein BAföG-Darlehen erhielt:
- 77-Raten-Erlass: Wurden 77 monatlichen Raten in der festgesetzten Höhe (mindestens 42 Euro) gezahlt, wird die Restschuld erlassen. Dies sind 3.234 Euro bei 42 Euro pro Monat und 10.010 Euro bei 130 Euro pro Monat.
- Kooperationserlass: Nach Ablauf des Rückzahlungszeitraums von 20 Jahren wird die Restschuld erlassen. Voraussetzung ist, dass gegen die Zahlungs- und Mitwirkungspflichten nicht oder nur geringfügig verstoßen wurde.

Wer jedoch staatliche BAföG-Darlehen ganz oder teilweise schon vor dem 1. September 2019 erhielt, hatte keine Erlassoption. Erst das 26. BAföG-Änderungsgesetz (2019) ermöglichte, dass auch für diese sogenannten AltschuldnerInnen der Kooperationserlass angewendet werden kann. Dazu hatten die Betroffenen das sogenannte Wahlrecht zwischen 1. September 2019 und 29. Februar 2020 auszuüben.
Wenn das Wahlrecht in dem genannten Zeitraum nicht ausgeübt wurde, kann sich der Rückzahlungszeitraum (nach altem Recht) auf bis zu 30 Jahre (einschließlich Zeiten mit Freistellung von der Rückzahlungsverpflichtung) verlängern; am Ende des Rückzahlungszeitraums muss die gesamte Restschuld gezahlt werden.
Bei vorzeitiger Ablösung des Darlehens werden betragsabhängig weitere Teile erlassen (z. B. 5 % bei einer Darlehenssumme von 500 Euro, 38 % ab 24.000 Euro, Stand April 2020). Der Erlass berechnet sich immer von der Restschuld, maximal jedoch von 10.000 Euro. Vorher erfolgte Deckelung des Darlehens nach einem Erlass.
Zuständig für die Rückzahlung ist das Bundesverwaltungsamt.

## Rechtsbehelfe
Da es sich um eine Sozialleistung handelt, fallen keine Verwaltungskosten für Rechtsbehelfe (Widerspruch, einstweilige Anordnungen, Klage, Berufung etc.) im Bereich des Ausbildungsförderungsrechts an. Für Rechtsanwaltsgebühren kann Prozesskostenhilfe beantragt werden (ab der Berufung vor einem Oberverwaltungsgericht gegen Urteile des Verwaltungsgerichts besteht Anwaltszwang).

### Statistik
Laut § 55 des BAföG werden verschiedene Merkmale eines jeden Antragstellers gespeichert. Dazu zählen Angaben über den Auszubildenden wie „Geschlecht, Geburtsjahr, Staatsangehörigkeit, Familienstand, Unterhaltsberechtigtenverhältnis der Kinder, Wohnung während der Ausbildung, Art eines berufsqualifizierenden Ausbildungsabschlusses, Ausbildungsstätte nach Art und rechtlicher Stellung, Klasse bzw. (Fach-)Semester, Monat und Jahr des Endes der Förderungshöchstdauer, Höhe und Zusammensetzung des Einkommens …“ „und den Freibetrag …“ „sowie, wenn eine Vermögensanrechnung erfolgt, die Höhe des Vermögens nach § 27 und des Härtefreibetrags“. Zusätzlich werden Merkmale von dem Ehegatten oder Lebenspartner sowie der Eltern des Geförderten gespeichert.

### Speicherung der Sozial- und BAföG-Daten
Die Speicherung der Sozialdaten und das individuelle Auskunftsrecht eines Sozialleistungsbeziehers sind neben anderen Aspekten des sozialrechtlichen Verwaltungsverfahrens im Zehnten Buch Sozialgesetzbuch geregelt. Insbesondere wird im zweiten Kapitel (§§ 67–85a SGB X) festgelegt, unter welchen Bedingungen die Sozialdaten erhoben, gespeichert, verarbeitet, übermittelt, berichtigt, gesperrt und gelöscht werden dürfen. Allerdings enthält das Sozialgesetzbuch nur „unvollständige Regelungen zur Löschung von Sozialdaten und deren Aufbewahrungsfristen“. Unzulässig gespeicherte Daten sind nach § 84 Abs. 2 Satz 1 SGB X zu löschen. Sobald die Daten den Behörden zur Erfüllung ihrer Aufgaben nicht mehr erforderlich sind, sind die Daten ebenfalls zu löschen.
Ein Auskunftsrecht gibt es laut § 81 Abs. 1 SGB X für Personen, die meinen, „bei der Erhebung, Verarbeitung oder Nutzung seiner personenbezogenen Sozialdaten in“ ihren „Rechten verletzt worden zu sein“. Die Betroffenen können dann über gespeicherten Sozialdaten und deren Herkunft, die Empfänger der Daten bei Weitergabe der Daten und den Zweck der Speicherung Auskunft erhalten. Diese Auskunft kann allerdings ohne Gründe verweigert werden. Der Datenschutzbeauftragte des Bundes oder der zuständigen Stelle kann die Rechtmäßigkeit der Ablehnung überprüfen. Die Auskunft ist kostenfrei (§ 83 SGB X).
Ist der BAföG-Antrag erfolgreich und man erhält einen Bescheid, werden die erhobenen Daten sechs Jahre lang gespeichert. Bei einer Ablehnung des BAföG-Antrags dem Vermögen nach, sogenannter „Null-Bescheid“, werden die Daten ein Jahr lang gespeichert.

## EuGH-Urteil vom 23. Oktober 2007
Am 23. Oktober 2007 urteilte die große Kammer des Europäischen Gerichtshofes über die Vereinbarkeit der Regelungen im BAföG über die Auslandsförderung mit dem europäischen Recht, genauer mit der in Art. 17, Art. 18 EG-Vertrag gewährleisteten Freizügigkeit der Unionsbürger. Der Gerichtshof kam zu dem Ergebnis, dass das Erfordernis einer vorherigen einjährigen Ausbildung im Inland gegen die Freizügigkeit verstößt (Rs. C-11/06). Eine mögliche Reaktion auf dieses Urteil war die Beschleunigung des Gesetzgebungsverfahrens bezüglich des 22. BAföG-Änderungsgesetzes vom 23. Dezember 2007, welches die Förderung ab dem 1. Semester im EU-Ausland sowie der Schweiz ermöglicht (Änderung des § 8 BAföG).

## Verhältnis zum SGB II
Grundsätzlich hat BAföG wie schon zu Zeiten der Sozialhilfe (§ 26 BSHG) Vorrang vor Leistungen des SGB II. Es gibt jedoch Ausnahmefälle, in denen trotz Vorrang des BAföG Leistungen nach dem SGB II gewährt werden.
Grundsätzlich regelt § 7 Abs. 5 SGB II den Vorrang des BAföG. Nach § 27 Abs. 3 Satz 1 SGB II kann allerdings Bürgergeld in Härtefällen als Darlehen gewährt werden. Ein solcher Härtefall kann beispielsweise sein, wenn ein Studierender sein Studium fast beendet hat und ohne Bürgergeld sein Studium abbrechen müsste.
§ 7 Abs. 6 SGB II regelt die Ausnahme von der Ausnahme, stellt mithin also eine Anspruchsgrundlage dar. Wer aufgrund von § 2 Abs. 1a BAföG keinen Anspruch auf Ausbildungsförderung hat oder wessen Bedarf sich nach § 12 Abs. 1 Nr. 1 des BAföG bemisst oder wer eine Abendhauptschule, eine Abendrealschule oder ein Abendgymnasium besucht und dabei aufgrund von § 10 Abs. 3 des BAföG keinen Anspruch auf Ausbildungsförderung hat, erhält Leistungen nach dem SGB II. Laut einem Beschluss des Sozialgerichts Aachen gilt das auch für Abendschüler vor dem vierten Semester, da dieser Personengruppe BAföG regelmäßig mit der Begründung verwehrt wird, dass die Schule die Arbeitskraft nicht in Anspruch nehme. Schüler und bei den Eltern lebende Studierende haben Anspruch auf ergänzende Leistungen nach dem SGB II, wenn sie BAföG erhalten, nur wegen Anrechnung von Einkommen bzw. Vermögen nicht erhalten oder über ihren BAföG-Antrag noch nicht entschieden wurde (§ 7 Abs. 6 Nr. 2 SGB II). Studierende, die nicht bei den Eltern wohnen, haben diese Möglichkeit nicht, sie können allenfalls bei einem besonderen Härtefall ein Darlehen vom Jobcenter bekommen (§ 27 Abs. 3 Satz 1 SGB II).
Unberührt vom Leistungsausschluss ist der Anspruch auf Mehrbedarfe, die nicht ausbildungsbedingt sind. Nach § 27 Abs. 2 SGB II haben daher bedürftige Schüler und Studierende Anspruch auf die Mehrbedarfe für Alleinerziehende (§ 21 Abs. 3 SGB II), Schwangere nach der 12. Schwangerschaftswoche (§ 21 Abs. 2 SGB II), kostenaufwändige Ernährung (§ 21 Abs. 5 SGB II) und einen unabweisbaren laufenden, nicht nur einmaligen besonderen Mehrbedarf (§ 21 Abs. 6 SGB II).
Wenn Alg II gezahlt wird und nachträglich BAföG bewilligt wird, kann das Bürgergeld nach § 48 Abs. 1 Satz 2 Nr. 3 SGB X vom SGB-II-Träger rückwirkend zurückverlangt werden. Hier zählt die grundsätzliche BAföG-Anspruchsberechtigung als Erzielung von Einkommen. Darüber hinaus kommen Erstattungsansprüche des SGB-II-Trägers gegenüber der BAföG bewilligenden Stelle gemäß §§ 104 ff. SGB X infrage.

## Philatelistisches
Mit dem Erstausgabetag 2. September 2021 gab die Deutsche Post AG ein Sonderpostwertzeichen im Nennwert von 80 Eurocent zur Erinnerung an die Einführung des BAföG vor 50 Jahren heraus. Der Entwurf stammt von der Grafikerin Nicole Elsenbach aus Hückeswagen.

## Rundfunkberichte
- Jacqueline Boysen: Mehr Studenten braucht das Land – Zur Reform des Bundesausbildungsförderungsgesetzes, Deutschlandfunk – Hintergrund, 15. Oktober 2010.